# Kilmallock
Kilmallock (in irlandese: Cill Mocheallóg) è una cittadina nella contea di Limerick, in Irlanda.